# Паулу-Бенту
Паулу-Бенту (порт. Paulo Bento)  —  муниципалитет в Бразилии, входит в штат Риу-Гранди-ду-Сул. Составная часть мезорегиона Северо-запад штата Риу-Гранди-ду-Сул. Входит в экономико-статистический  микрорегион Эрешин. Население составляет 2352 человека на 2006 год. Занимает площадь 148,184 км². Плотность населения — 15,9 чел./км².

## Статистика
- Валовой внутренний продукт на 2003 составляет 33.885.646,00 реалов (данные: Бразильский институт географии и статистики).
- Валовой внутренний продукт на душу населения на 2003 составляет 15.033,56 реалов (данные: Бразильский институт географии и статистики).